# Jigme Singye Wangchuck

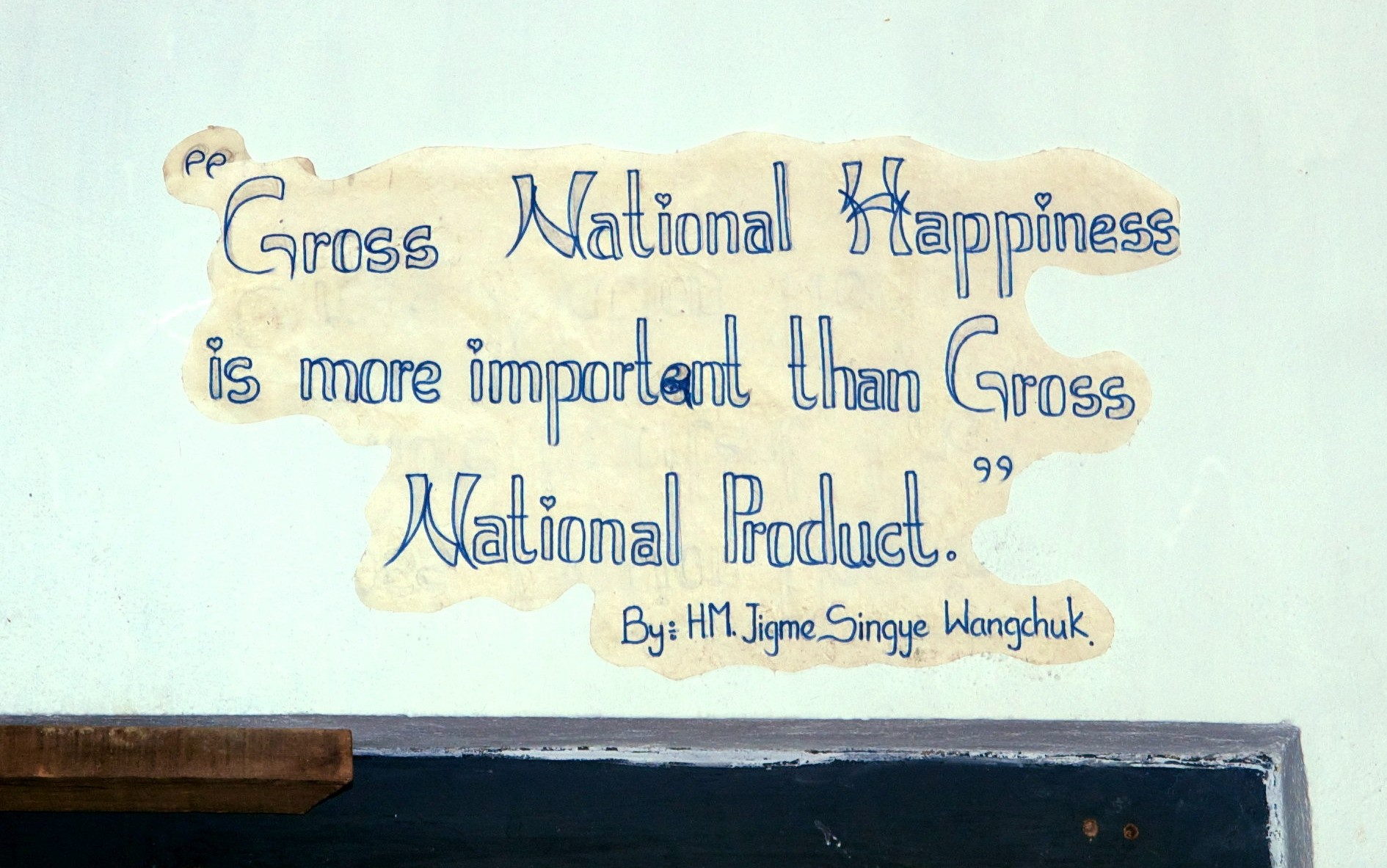
«La Felicità interna lorda è più importante del Prodotto interno lordo», slogan di Wangchuck sul muro della facciata della Scuola di arti tradizionali di Thimphu. Foto dello scrittore Mario Biondi.

Jigme Singye Wangchuck (Thimphu, 11 novembre 1955) è stato re del Bhutan dal 1972 al 2006.

## Biografia

### Quarto Re Drago del Bhutan
Salì al trono nel 1972, all'età di 17 anni, alla morte del padre, Jigme Dorji Wangchuck. Fu incoronato ufficialmente il 2 giugno 1974 nello Stadio Changlimithang; alla cerimonia parteciparono anche personalità straniere, dando un segnale della fine del lungo isolamento del Paese. Ha studiato in Bhutan e nel Regno Unito.
Ha continuato la politica, iniziata dal padre, di lenta modernizzazione e di preservazione della cultura bhutanese. Nel 1988 ha adottato la politica del Driglam Namzha ("Comportamenti e Usanze") con cui si stabiliva che tutti i cittadini indossassero in pubblico i costumi tradizionali (il gho per gli uomini, la kira per le donne) e che fosse insegnato nelle scuole il dzongkha (la lingua nazionale). Nel 1998 cedette volontariamente alcuni dei suoi poteri assoluti e dotò il Paese di un governo.
Nel marzo del 2005 venne diffuso il progetto della prima Carta costituzionale del Bhutan.
Ha una famiglia numerosa, composta da quattro mogli (che tra loro sono sorelle) e 10 figli. Il primo dei suoi figli, Jigme Khesar Namgyel Wangchuck è l'attuale re del Bhutan.
Una delle sue mogli, Ashi Dorji Wangmo Wangchuck, nel 1999 ha scritto il libro Of Rainbows and Clouds: The Life of Yab Ugyen Dorji as told to his Daughter in cui, attraverso la storia della propria famiglia, raccontava la storia del Bhutan. Nel 2006 ha scritto inoltre Treasures of the Thunder Dragon – A Portrait of Bhutan e nel 2015 il libro Dochula: A Spiritual Abode in Bhutan.
In Occidente è stato noto per la sua volontà di perseguire lo sviluppo socioeconomico del Paese senza trascurare le tradizioni degli antenati e la loro eredità culturale. Più volte ha espresso il motto della sua strategia di sviluppo: la “Felicità Nazionale Lorda” è di gran lunga più importante del “Prodotto Interno Lordo”.

### Abdicazione
Il 9 dicembre 2006, con due anni di anticipo sulla data prefissata, re Jigme Singye Wangchuck ha deciso di abdicare in favore del figlio, il principe Jigme Khesar Namgyel Wangchuck, divenuto così nuovo re del Bhutan.

### Matrimoni e figli
Nel 1979 ha sposato con una cerimonia privata quattro sorelle, tutte le quali hanno assunto il titolo di regina consorte. Una seconda cerimonia pubblica ha avuto luogo il 31 ottobre 1988. Dalle sue mogli Jigme Singye Wangchuck ha avuto complessivamente 10 figli:
Dalla prima moglie Ashi Dorji Wangmo Wangchuck ha avuto
- Principessa Ashi Sonam Dechen Wangchuck, nata il 5 agosto 1981
- Principe Dasho Jigyel Ugyen Wangchuck, nato il 6 luglio 1984

Dalla seconda moglie Ashi Tshering Pem Wangchuck ha avuto
- Principessa Ashi Chimi Yangzom Wangchuck, nata il 10 gennaio 1980
- Principessa Ashi Kesang Choden Wangchuck , nata il 23 gennaio 1982
- Principe Dasho Ugyen Jigme Wangchuck, nato il 11 novembre 1994

Dalla terza moglie Ashi Tshering Yangdon Wangchuck ha avuto
- Druk Gyalpo Jigme Khesar Namgyel Wangchuck, nato il 21 febbraio 1980 salito al trono il 14 dicembre 2006 come quinto re drago del Bhutan
- Principessa Ashi Dechen Yangzom Wangchuck, nata il 2 dicembre 1981
- Principe Gyaltshab Jigme Dorji Wangchuck, nato il 14 aprile 1986

Dalla quarta moglie Ashi Sangay Choden Wangchuck ha avuto
- Principe Dasho Khamsum Singye Wangchuck, nato il 6 ottobre 1985
- Principessa Ashi Euphelma Choden Wangchuck, nata il 6 giugno 1993

## Patrocini
- Presidente della Commissione Nazionale di Pianificazione del Bhutan (1971-1991).

## Discendenza
Jigme Singye Wangchuck e la prima moglie Dorji Wangmo ebbero una figlia e un figlio:
- Principessa Sonam Dechen (1981);
- Principe Jigyel Ugyen (1984).

Con la seconda moglie Tshering Pem ebbe due figlie e un figlio:
- Principessa Chimi Yangzom (1980);
- Principessa Kesang Choden (1982);
- Principe Ugyen Jigme (1994).

Con la terza moglie Tshering Yangdon ebbe due figli e una figlia:
- Re Jigme Khesar Namgyel (1980);
- Principessa Dechen Yangzom (1981);
- Principe Jigme Dorji (1986).

Con la quarta moglie Sangay Choden ebbe un figlio e una figlia:
- Principe Khamsum Singye (1985);
- Principessa Euphelma Choden (1993).

## Ascendenza
|                                                     |                                              |                                          | Genitori                                  |  |  | Nonni |  |  | Bisnonni                               |  |  | Trisnonni                                                        |  |
|                                                     |                                              |                                          |                                           |  |  |       |  |  | Ugyen Wangchuck, I Re Drago del Bhutan |  |  | Jigme Namgyal, X Penlop di Trongsa e XLVIII Druk Desi del Bhutan |  |
|                                                     |                                              |                                          |                                           |  |  |       |  |  | Ugyen Wangchuck, I Re Drago del Bhutan |  |  | Jigme Namgyal, X Penlop di Trongsa e XLVIII Druk Desi del Bhutan |  |
|                                                     |                                              | Pema Choki                               |                                           |  |  |       |  |  | Ugyen Wangchuck, I Re Drago del Bhutan |  |  |                                                                  |  |
| Jigme Wangchuck, II Re Drago del Bhutan             |                                              |                                          |                                           |  |  |       |  |  | Ugyen Wangchuck, I Re Drago del Bhutan |  |  |                                                                  |  |
|                                                     |                                              | Tsundue Pema Lhamo                       | Kunzang Thinley, Dzongpon di Thimphu      |  |  |       |  |  |                                        |  |  |                                                                  |  |
|                                                     |                                              | Tsundue Pema Lhamo                       | Kunzang Thinley, Dzongpon di Thimphu      |  |  |       |  |  |                                        |  |  |                                                                  |  |
|                                                     |                                              | Tsundue Pema Lhamo                       | Sangay Drolma                             |  |  |       |  |  |                                        |  |  |                                                                  |  |
| Jigme Dorji Wangchuck, III Re Drago del Bhutan      |                                              | Tsundue Pema Lhamo                       |                                           |  |  |       |  |  |                                        |  |  |                                                                  |  |
|                                                     |                                              | Jamyang, Chumed Zhalgno                  | Lamala                                    |  |  |       |  |  |                                        |  |  |                                                                  |  |
|                                                     |                                              | Jamyang, Chumed Zhalgno                  | Lamala                                    |  |  |       |  |  |                                        |  |  |                                                                  |  |
|                                                     |                                              | Jamyang, Chumed Zhalgno                  | Kunzang Lhamo                             |  |  |       |  |  |                                        |  |  |                                                                  |  |
| Phuntsho Choden                                     |                                              | Jamyang, Chumed Zhalgno                  |                                           |  |  |       |  |  |                                        |  |  |                                                                  |  |
|                                                     |                                              | Decho Dorji                              | Chimi Dorji, Dzongpon di Thimphu          |  |  |       |  |  |                                        |  |  |                                                                  |  |
|                                                     |                                              | Decho Dorji                              | Chimi Dorji, Dzongpon di Thimphu          |  |  |       |  |  |                                        |  |  |                                                                  |  |
|                                                     |                                              | Decho Dorji                              | Yeshay Choden                             |  |  |       |  |  |                                        |  |  |                                                                  |  |
| Jigme Singye Wangchuck, IV Re Drago del Bhutan      |                                              | Decho Dorji                              |                                           |  |  |       |  |  |                                        |  |  |                                                                  |  |
|                                                     | Ragià Ugyen Dorji, Primo ministro del Bhutan | Sherpa Puchung, Dzongpon                 |                                           |  |  |       |  |  |                                        |  |  |                                                                  |  |
|                                                     | Ragià Ugyen Dorji, Primo ministro del Bhutan | Sherpa Puchung, Dzongpon                 |                                           |  |  |       |  |  |                                        |  |  |                                                                  |  |
|                                                     | Ragià Ugyen Dorji, Primo ministro del Bhutan | Tsherim, una dama di Tsento, Paro        |                                           |  |  |       |  |  |                                        |  |  |                                                                  |  |
| Ragià Sonam Tobgye Dorji, Primo ministro del Bhutan | Ragià Ugyen Dorji, Primo ministro del Bhutan |                                          |                                           |  |  |       |  |  |                                        |  |  |                                                                  |  |
|                                                     |                                              | …                                        | …                                         |  |  |       |  |  |                                        |  |  |                                                                  |  |
|                                                     |                                              | …                                        | …                                         |  |  |       |  |  |                                        |  |  |                                                                  |  |
|                                                     |                                              | …                                        | …                                         |  |  |       |  |  |                                        |  |  |                                                                  |  |
| Kesang Choden                                       |                                              | …                                        |                                           |  |  |       |  |  |                                        |  |  |                                                                  |  |
|                                                     |                                              | Sir Thutob Namgyal, IX Maragià di Sikkim | Tsugphud Namgyal, VII Maragià di Sikkim   |  |  |       |  |  |                                        |  |  |                                                                  |  |
|                                                     |                                              | Sir Thutob Namgyal, IX Maragià di Sikkim | Tsugphud Namgyal, VII Maragià di Sikkim   |  |  |       |  |  |                                        |  |  |                                                                  |  |
|                                                     |                                              | Sir Thutob Namgyal, IX Maragià di Sikkim | Maharani Menchi                           |  |  |       |  |  |                                        |  |  |                                                                  |  |
| Rani Mayum Chonying Wangmo Dorji                    |                                              | Sir Thutob Namgyal, IX Maragià di Sikkim |                                           |  |  |       |  |  |                                        |  |  |                                                                  |  |
|                                                     |                                              | Yeshay Dolma                             | Shiafe Uthok, della Casa Lhading di Lhasa |  |  |       |  |  |                                        |  |  |                                                                  |  |
|                                                     |                                              | Yeshay Dolma                             | Shiafe Uthok, della Casa Lhading di Lhasa |  |  |       |  |  |                                        |  |  |                                                                  |  |
|                                                     |                                              | Yeshay Dolma                             | …                                         |  |  |       |  |  |                                        |  |  |                                                                  |  |
|                                                     |                                              | Yeshay Dolma                             |                                           |  |  |       |  |  |                                        |  |  |                                                                  |  |